# أبو الهيجاء شهفيروز
أبو الهَيْجاء شَهْفيروز بن سعد بن عبد السيد الأصفهاني البغدادي (؟ - 1136 م/ 530 م) شاعر وناثر عبّاسي من أصل فارسي. ولد في بغداد وهو من أصل أصفهاني، نشأ في المقتدية ببغداد. يعد من الشعراء المذكورين بصنعة الشعر وجودته، رقيع الطبع، مليح النظم. وكان مجيدًا في النثر أيضًا وله مقامات. له مدائح في عميد الدولة ابن جهير أوردها العماد الأصفهاني كما رواها ياقوت الحموي وابن شاكر الكتبي. 

## سيرته
هو أبو الهَيْجاء شهفيروز بن سعد بن عبد السيد بن منصور، أبو الهيجاء ابن أبي الفوارس، ابن بنت أبي علي ابن الحمامية المستعمل، ويسمى أحمد أيضا، وهو أخو خسروشاه بن سعد البغدادي. ولد في بغداد في سنة غير معلومة في القرن الخامس الهجري/ الحادي عشر الميلادي. كان أديبا فاضلا شاعرا، أنشأ مقامات أدبية في 490 هـ، وسمع من أبي جعفر محمد بن أحمد بن المسلمة وعبد الواحد بن محمد بن أحمد الحمامي، وحدث باليسير.

توفي أبو الهيجاء سنة 530 هـ/ 1136 م في بغداد عن سن عالية. 

## شعره
من شعره:

## وصلات خارجية
- في بوابة الشعراء